# Lição de Amor
Lição de Amor é um filme brasileiro de 1975 dirigido por Eduardo Escorel, baseado no romance Amar, Verbo Intransitivo, de Mário de Andrade. Protagonizado por Lílian Lemmertz, Rogério Fróes e Irene Ravache, o filme é um retrato crítico da sociedade decadente dos barões do café.

## Sinopse
No início do século XX, casal aristocrático de São Paulo contrata uma governanta alemã para iniciar seu filho sexualmente.

## Elenco
- Lilian Lemmertz ... Fraulein
- Rogério Fróes ... Felisberto Souza Costa
- Irene Ravache ... Laura Costa
- Marcos Taquechel ... Carlos
- Maria Cláudia Costa ... Maria Luísa
- Magali Lemoine ... Laurita
- Mariana Veloso ... Aldinha
- Roberta Olimpo ... Marina
- William Wu ... Tanaka
- Marie Claude ... Celeste
- Déa Pereira ... Matilde

## Prêmios e indicações
Festival de Gramado (1976)
- Vencedor nas categorias

Melhor atriz: Lilian Lemmertz
Melhor trilha sonora: Francis Hime
Melhor diretor
- Indicado na categoria Melhor Filme

Associação Paulista de Críticos de Arte
- Vencedor (troféu APCA) — Melhor Atriz Coadjuvante: Irene Ravache